# Aiceona siamensis
Aiceona siamensis är en insektsart. Aiceona siamensis ingår i släktet Aiceona och familjen långrörsbladlöss. Inga underarter finns listade i Catalogue of Life.